# TV-teater i Sverige – Spelåret 1963/64

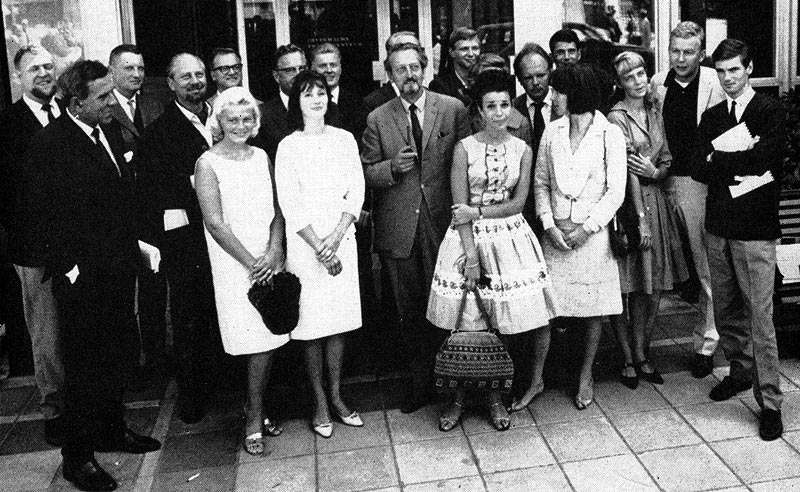
Den sjätte tv-teaterensemblen

Spelåret 1963/64 påverkades starkt av den arbetsmarknadskonflikt som bröt ut den 1 december 1963. Allt teaterarbete både i radio och tv lamslogs av ett produktionsstopp som varade till slutet av mars 1964. Man fick därför sprida ut de produktioner som fanns och detta avspeglas nedan. Henry IV var en föreställning som ingick i en samnordisk shakespeareserie, men kunde först visas vid ingången av höstsäsongen 1964, som även den drabbades hårt av produktionsstoppet.  

## Den sjätte TV-teaterensemblen
Ensemblens medlemmar:
Regissör Lars Löfgren, Håkan Ersgård, manusmedarbetare Karl-Ragnar Gierow, produktionsledare Willy Peters, Christina Schollin, gästregissör Bengt Peterson, TV-teaterchef Henrik Dyfverman, producent Bernt Callenbo, Georg Årlin, Oscar Ljung, Maude Adelson, Kristina Adolphson, Erik Hell, Lars Passgård, Catrin Westerlund, Toivo Pawlo, Heinz Hopf, Mariann Nordwall, Ove Tjernberg och Hans Wahlgren
I ensemblen ingick dessutom Anita Björk, Dagny Stenius, Allan Edwall, Jan Erik Lindqvist och Curt Masreliez.
| Titel                          | Datum      | Manus                                               | Regissör                 | I rollerna (urval)                          | Övrigt                                                                        |
| ------------------------------ | ---------- | --------------------------------------------------- | ------------------------ | ------------------------------------------- | ----------------------------------------------------------------------------- |
| Smutsiga händer                | 1963-09-02 | Jean-Paul Sartre                                    | Håkan Ersgård            | Heinz Hopf, Catrin Westerlund m.fl.         | Pjäs. Orig:titel: Les mains sales                                             |
| Och har du en ros...           | 1963-09-16 | Herbert Grevenius                                   | Jan Molander             | Anders Ek, Gunnel Lindblom m.fl.            | Pjäs för TV                                                                   |
| Anna Sophie Hedvig             | 1963-09-23 | Kjeld Abell                                         | Håkan Ersgård            | Anita Björk, Jan Ahlgren m.fl.              | Drama. Orig:;titel: Anna Sophie Hedvig                                        |
| Förlorarna                     | 1963-09-30 | Birgit Linton-Malmfors                              | Lennart Olsson           | Olof Bergström, Irma Christenson            | TV-pjäs                                                                       |
| Atis och Camilla               | 1963-10-07 | Mary Skeaping                                       |                          | Ellen Rasch, Björn Holmgren m.fl.           | Balett för TV efter en dikt av Gustaf Philip Creutz                           |
| Det går an                     | 1963-10-10 | Carl Jonas Love Almqvist                            | Bengt Lagerkvist         | Helena Brodin, Lars Lind m.fl.              |                                                                               |
| Vilddjurets bild               | 1963-10-14 | Tore Zetterholm                                     | Lars Löfgren             | Georg Årlin, Catrin Westerlund m.fl.        | TV-pjäs                                                                       |
| Kvinnan vid havet              | 1963-10-27 | Birgit Cullberg                                     |                          | Kari Sylwan, Verner Klavsen m.fl.           | Balett inspirerad av motiv ur Ibsens Fruen fra havet                          |
| Fan ger ett anbud              | 1963-11-04 | Carl Erik Soya                                      | Jan Molander             | Toivo Pawlo, Ove Tjernberg m.fl.            | Komedi. Orig:titel: Hvem er jeg? eller Naar Fanden gi'r et Tilbud             |
| Isak Juntti hade många söner   | 1963-11-11 | Björn-Erik Höijer                                   | Keve Hjelm               | Jan Erik Lindqvist, Else Marie Brandt m.fl. | Pjäs                                                                          |
| Bröllopsresan                  | 1963-11-25 | Tavs Neiiendam och Holger Boland                    | Folke Abenius            | Arne Hasselblad, Margaretha Meyerson m.fl.  | Operakomedi. Orig:titel: Bryllupsrejse                                        |
| Fadersskolan                   | 1963-12-02 | Jean Anouilh                                        | Josef Halfen             | Sture Lagerwall, Marianne Wesén m.fl.       | Komedi. Orig:titel: L'Ecole des pères                                         |
| Någon av er                    | 1963-12-05 | Diego Fabbri                                        | Staffan Aspelin          | Per Oscarsson, Curt Masreliez m.fl.         | TV-pjäs. Orig:titel: Qualcuno tra voi                                         |
| Hittebarnet                    | 1963-12-31 | August Blanche                                      | Gustaf Molander          | Gunnar Björnstrand, Oscar Ljung m.fl.       | Lustspel                                                                      |
| Kärlek utan strumpor           | 1964-01-06 | Johan Herman Wessel                                 | Bengt Peterson           | Heinz Hopf, Catrin Westerlund m.fl.         | Ett "sorgespel" i fem akter. Orig:titel: Kærlighed uden strømper              |
| Markisinnan                    | 1964-02-17 | Noel Coward                                         | Gustaf Molander          | Isa Quensel, Holger Löwenadler m.fl.        | Komedi. Orig:titel: The marquise                                              |
| Coppelia                       | 1964-03-01 | Charles-Louis-Etienne Nuitter och Arthur Saint-Léon | Koreografi: Teddy Rhodin | Ellen Rasch, Nils-Åke Häggblom m.fl.        | Balett. Musik: Léo Delibes. Orig:titel: Coppélia                              |
| Bandet                         | 1964-03-09 | August Strindberg                                   | Bengt Lagerkvist         | Heinz Hopf, Semmy Friedman m.fl.            |                                                                               |
| Den förlorade sonen            | 1964-03-29 | Ivo Cramér                                          | Rune Lindström           | Rune Lindström, Ivo Cramér m.fl.            | Fem dansande dalmålningar. Musik: Hugo Alfvén                                 |
| Den goda människan från Sezuan | 1964-03-30 | Bertolt Brecht                                      | Michael Meschke          | Ingvar Kjellson, Ulla Sjöblom m.fl.         | En moralitet. Dockteaterföreställning. Orig:titel: Der gute Mensch von Sezuan |
| Sanningen timme                | 1964-04-20 | Heinrich Böll                                       | Johan Falck              | Berta Hall, Björn Berglund m.fl.            | TV-pjäs. Orig:titel: Stunde der Wahrheit                                      |
| Slutet på början               | 1964-06-29 | Sean O'Casey                                        | Herman Ahlsell           | Kolbjörn Knudsen, Bertil Anderberg m.fl.    | Fars. Orig:titel: The end of the beginning                                    |
| Henrik IV                      | 1964-09-03 | William Shakespeare                                 | Keve Hjelm               | Erik Hell, Lars Lind m.fl.                  | Krönikespel. Orig:titel: Henry IV                                             |